# بنتاسكيناوس
بنتاسكيناوس، هي نقطة أنزال كابلات الاتصال البحرية على جزيرة قبرص.
وكابلات الاتصال البحرية التالية، لها نقطة أنزال في بنتاسكيناوس :
- ميدنيوتيليس
- مينيرفا
- كادموس
- أوغاريت